# 큐빅 (e스포츠)
큐빅(Quvic)은 2013년 12월 창단한 대한민국의 전 e스포츠 게임단이다. 2014년 2월 빅파일과 후원 계약을 맺으며 빅파일(빅파일 미라클/빅파일 아모르)로 팀 이름을 변경하였다. 이후 2014년 8월 계약이 종료되자 다시 큐빅으로 팀 이름을 변경하였다.
감독은 이성은이다. 2015년 2월 13일 공식 해체를 발표했다.

## 내력

### 2014년
빅파일 미라클과 빅파일 아모르가 챔피언스 스프링 2014 예선에 참가하였다. 미라클은 1차 예선에서 탈락하였고, 아모르는 1차 예선 통과 후 2차 예선에서 탈락하며 NLB 스프링 2014 16강에 진출하였다. 이후 미라클은 1차 예선 탈락팀을 대상으로 한 NLB 와일드카드전을 통하여 NLB 16강에 진출하며 두 팀 모두 NLB에 진출하게 되었다. 그러나 두 팀 모두 16강 2라운드에서 패배를 기록하며 최종 순위 17~20위로 NLB 스프링을 마감하였다.
챔피언스 서머 2014 예선에는 미라클만 참가하였는데 1·2차 예선을 통과하며 챔피언스 본선에 진출하였다. 본선 조별리그에서는 3패를 기록하며 조4위를 차지, NLB 서머 2014 12강에 진출하였다. NLB에서는 12강 1라운드에서 Anarcy에게 0:2로 패하며 최종 순위 13~16위를 기록하였다.
팀 이름을 큐빅으로 변경한 후 11월 17일 리그 오브 레전드 챔피언스 코리아 2015 시드선발전 예선에 참가하였으나, 제닉스에게 1:2로 역전패하며 시드선발전 진출에 실패하였다. 이후 12월 22일 열린 리그 오브 레전드 챌린저스 코리아 예선을 통과하며 리그 오브 레전드 챌린저스 코리아 스프링 2015 본선에 진출하였다.

### 2015년
리그 오브 레전드 챌린저스 코리아 스프링 2015 16강과 8강에서 각각 Core와 KolLy에게 승리하며 4강에 진출하였다. 듀얼토너먼트로 진행된 4강에서는 Anarchy에게 패배하여 패자전으로 떨어졌으나, 패자전에서 OverWM에게 승리하여 최종진출전에 진출하였다. 최종진출전에서는 다시 Anarchy를 만나 패하며 최종 순위 3위를 기록하였다. 2015년 2월 13일 해체를 선언하였다.

## 주요 성적

### 큐빅
| 날짜            | 순위 | 대회                                         | 결과  | 결과    | 상금       |
| --------------- | ---- | -------------------------------------------- | ----- | ------- | ---------- |
| 2015년 2월 10일 | 3위  | 리그 오브 레전드 챌린저스 코리아 스프링 2015 | 2 : 3 | Anarchy | ₩3,500,000 |

### 빅파일
빅파일 미라클
| 날짜            | 순위    | 대회                                                      | 결과  | 결과             | 상금       |
| --------------- | ------- | --------------------------------------------------------- | ----- | ---------------- | ---------- |
| 2014년 4월 8일  | 17-20위 | 빅파일 나이스게임TV 리그 오브 레전드 배틀 스프링 2014     | 1 : 2 | VTG #2           | ₩300,000   |
| 2014년 7월 9일  | 9-16위  | 핫식스 리그 오브 레전드 챔피언스 서머 2014                | 0-0-3 | 조별리그 (승/패) | ₩6,000,000 |
| 2014년 7월 22일 | 13-16위 | 아이티엔조이 나이스게임TV 리그 오브 레전드 배틀 서머 2014 | 0 : 2 | Anarchy          | ₩400,000   |

빅파일 아모르
| 날짜            | 순위    | 대회                                                  | 결과  | 결과        | 상금     |
| --------------- | ------- | ----------------------------------------------------- | ----- | ----------- | -------- |
| 2014년 3월 31일 | 17-20위 | 빅파일 나이스게임TV 리그 오브 레전드 배틀 스프링 2014 | 1 : 2 | Mook Secret | ₩300,000 |